# Adolf Arnošt
Adolf Arnošt (26. listopadu 1876, Polkovice – 7. září 1940, Lnáře) byl český římskokatolický duchovní, bosý augustinián, a později farář Církve československé.

## Život
Narodil se v Polkovicích na okrese Přerov. Po gymnazijních studiích v Kroměříži prošel kněžským seminářem v Českých Budějovicích. Na kněze byl vysvěcen v roce 1908. V té době již čtyři roky patřil ke konventu bosých augustiniánů ve Lnářích.
P. Alipius, jak znělo Arnoštovo řádové jméno, se již od ledna 1920 připravoval na odchod z kláštera. Oporou mu byl tehdejší vikář v Kasejovicích, Jan Pavel Hille, který mu dával číst tisk nově vzniklé Církve československé. Den před konáním prvních českých bohoslužeb ve Lnářích opustil Adolf Arnošt zdi kláštera a začal pracovat na díle nově se formující církve. Dne 13. června 1920 vykonal za účasti Emila Dlouhého-Pokorného první české bohoslužby. Ohlas lidu byl ohromující a do týdne se do nové církve přihlásilo na 550 osob. Postupem času se Adolf Arnošt stal apoštolem nové církve v celém kraji. V listopadu 1921 se oženil s Boženou Hatašovou, rozenou Myslíkovou, která ho celý život věrně doprovázela. Ve Lnářích a širokém okolí konal duchovenskou službu do roku 1938, kdy ze zdravotních důvodů odešel na odpočinek. V obci se zapsal též coby neúnavný sokolský činovník. Zemřel 7. září 1940 na srdeční mrtvici. Pochován byl na lnářském hřbitově.